# سعيدبن احمد (تريم)
'

تعديل مصدري - تعديل

سعيدبن احمد هي إحدى قرى عزلة تريم بمديرية تريم التابعة لمحافظة حضرموت، بلغ تعداد سكانها 70 نسمة حسب تعداد اليمن لعام 2004.